# Дегтярёвское сельское поселение (Брянская область)
Дегтярёвское сельское поселение — муниципальное образование в северо-восточной части Суражского района Брянской области.
Административный центр — село Дегтярёвка.
Образовано в результате проведения муниципальной реформы в 2005 году, путём слияния дореформенных Дегтярёвского и Вьюковского сельсоветов.

## Население
| 2010 | 2011  | 2012  | 2013  | 2014  | 2015 | 2016 |
| ---- | ----- | ----- | ----- | ----- | ---- | ---- |
| 1088 | ↗1089 | ↗1091 | ↘1068 | ↘1005 | ↘993 | ↘970 |
| 2017 | 2018  | 2019  | 2020  | 2021  |      |      |
| ↘961 | ↘934  | ↘902  | ↘886  | ↗923  |      |      |

## Населённые пункты
| №  | Населённый пункт | Тип     | Население |
| -- | ---------------- | ------- | --------- |
| 1  | Бруев            | посёлок | ↗1        |
| 2  | Владимировка     | посёлок | →0        |
| 3  | Вьюково          | деревня | ↘258      |
| 4  | Дегтяревка       | село    | ↗276      |
| 5  | Долотня          | деревня | ↘80       |
| 6  | Жастково         | деревня | ↘118      |
| 7  | Ильинка          | посёлок | ↘5        |
| 8  | Крутояр          | деревня | ↘117      |
| 9  | Малахов          | хутор   | ↘2        |
| 10 | Мельников        | посёлок | ↗65       |
| 11 | Николаевка       | деревня | ↘18       |
| 12 | Осинка           | деревня | ↗12       |
| 13 | Придачь          | деревня | ↘69       |
| 14 | Садовая          | деревня | ↘36       |
| 15 | Свободный Труд   | посёлок | ↘11       |

## Экономика
На территории поселения находится одно сельхозпредприятие — ООО «Колос»; два крестьянско-фермерских хозяйства.
Торговое обслуживание населения осуществляют 10 магазинов.

## Социальная сфера
Медицинское обслуживание жителей осуществляют два фельдшерско-акушерских пункта: в селе Дегтярёвка и в деревне Вьюково.
На территории поселения функционируют два Дома культуры (центральный поселенческий — в Дегтярёвке и сельский ДК в дер. Вьюково) и один сельский клуб в дер. Жастково; три сельских библиотеки в этих же населенных пунктах.
Имеется три школы:
- Вьюковская средняя общеобразовательная школа — 95 учащихся;
- Дегтярёвская школа основного общего образования — 26 учащихся и 8 детей в дошкольной группе;
- Жастковская начальная школа (закрыта в 2012 году[16])

В деревне Вьюково работает детский сад, который посещают 15 детей.